# Hubálka
Hubálka je zaniklá usedlost v Praze 6-Střešovicích, která se nacházela v místech ulice Na Hubálce na hranici s Břevnovem.

## Historie
Usedlost Hubálka vznikla již ve středověku na vinici u potoka Brusnice. Dvorec patřil pod jurisdikci kláštera na Strahově a roku 1750 byl jeho držitelem Petr Antonín Pögel. Po něm se místo nazývalo Pöglova zahrada. Stavení leželo na Břevnovském území a při prvním číslování, které probíhalo v 18. století, získalo čp. 37, polnosti však patřily do území Střešovic. Při druhém Jüttnerově mapování z roku 1815 bylo přečíslováno na čp. 122. Před rokem 1850 usedlost vlastnil Václav Hrabě. 
Na půdorysném plánu z let 1910-1914 k usedlosti ve tvaru písmene "U" ze severu přiléhá objekt cihelny. Při něm a severně od něj mezi ulicemi Na Hubálce, Nad octárnou a Na Andělce bylo při opakovaných archeologických průzkumech nalezeno pravěké pohřebiště bylanské kultury z 8.–6. století př. n. l. s nálezy keramiky, kování a bronzových šperků, jež jsou uloženy ve sbírce prehistorického oddělení Národního muzea v Praze.
Kolem roku 1900 byl poblíž založen hostinec Na Hubálce s číslem popisným 116.
Dvůr byl zbořen po roce 1950 a krátce nato i hostinec.

## Hubálka na historických mapách

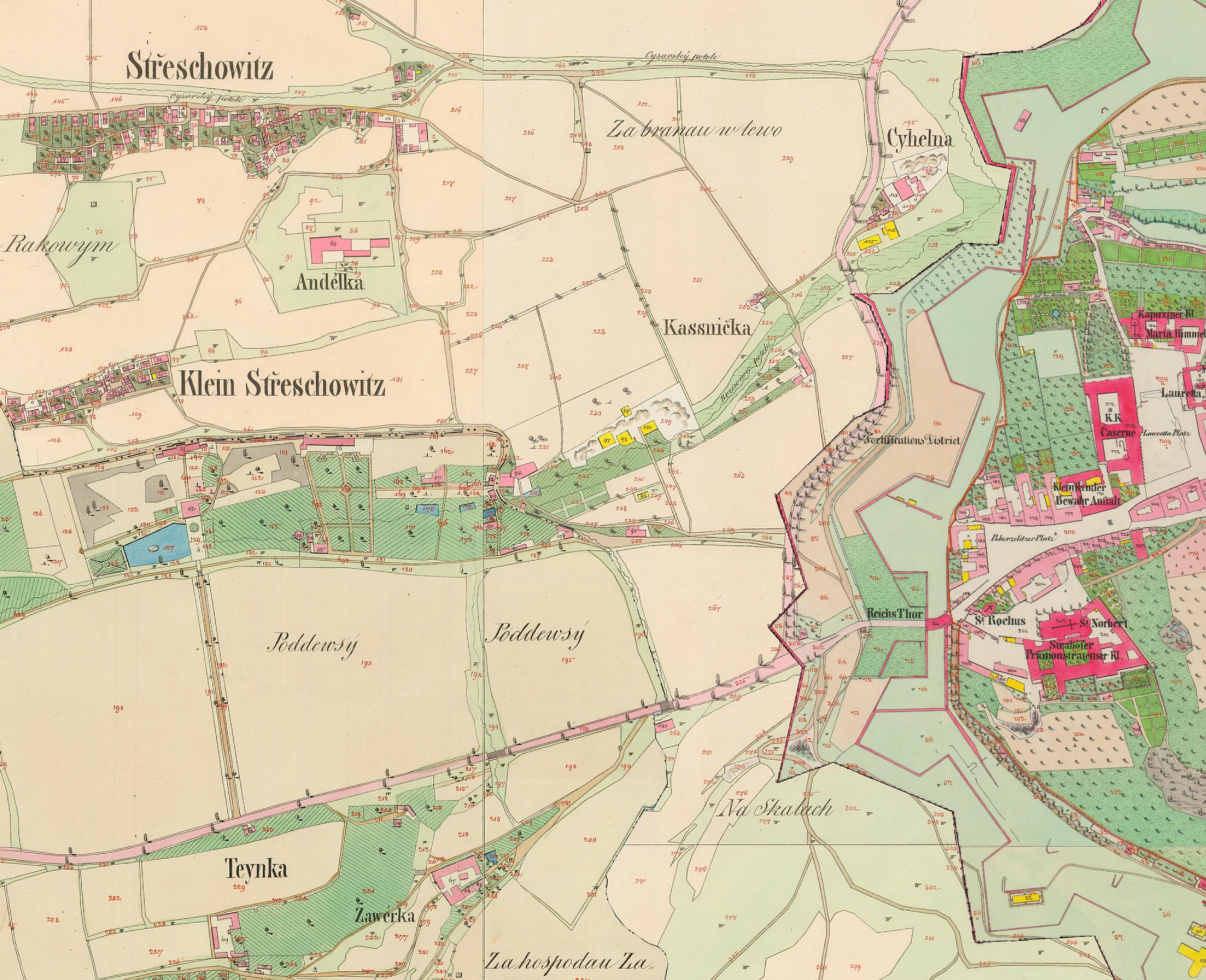
Oblast Panenské: Hubálka (čp. 102), Kassnička – Kašnička (čp. 103–104), Cyhelna je cihelna strahovského kláštera (nikoli cihelna Na Panenské, ta bude stát v místě spalných staveb s čp. 97–100 a posléze pohltí i Hubálku a Kašničku))